# Вигнерс, Леонидс
Леонидс Ви́гнерс, Леонид Эрнестович Вигнер (латыш. Leonīds Vīgners; 28 октября (10 ноября) 1906, Москва — 23 декабря 2001) — латвийский дирижёр и композитор. Сын Эрнеста Вигнера, отец Ивара Вигнера. Народный артист Латвийской ССР (1955).

## Биография

Бюст Леонида Вигнерса

Окончил Латвийскую консерваторию (1930) по классам органа (Пауль Йозуус), дирижирования (Георг Шнеевойгт и Эмиль Купер) и композиции (Язеп Витол). В том же году прошёл мастер-класс Феликса Вайнгартнера в Базеле.
Руководил рижскими хоровыми коллективами, с 1936 г. работал в Рижской опере, в 1944—1949 годах её главный дирижёр (среди постановок — «Банюта» Алфреда Калныньша, «Пиковая дама» Чайковского, «Огни мщения» Эугена Каппа, «Кащей Бессмертный» Римского-Корсакова и др.). В 1949—1974 годах (с перерывом в 1963—1966) главный дирижёр Симфонического оркестра Радио и телевидения Латвийской ССР. Руководил Латышскими певческими праздниками. С 1947 года преподавал в Латвийской консерватории, с 1961 года профессор; среди его учеников, в частности, Эдгарс Тонс.
Похоронен на Лесном кладбище Риги.

## Награды, звания и премии
- Народный артист Латвийской ССР (1955)
- Государственная премия Латвийской ССР (1957)
- орден Ленина (03.01.1956)[4]
- орден «Знак Почёта»
- Офицер ордена Трёх звёзд № 10 (7.11.1994)[5][1]

## Память
9 ноября 2006 года в Риге на доме по улице Бруниниеку, 22, где жил Вигнер, была открыта мемориальная доска (скульптор Бруно Страутиньш).
3 мая 2007 года в насаждениях у Городского канала возле Латвийской национальной оперы был открыт бронзовый бюст композитора — копия бюста 1955 года Леи Давыдовой-Медене (архитектор Эдвинс Вецумниекс).